# Leobardo López
Leobardo López (* 4. September 1983 in Cortijo Viejo, Michoacán) ist ein mexikanischer Fußballspieler auf der Position des Verteidigers.

## Leben

### Verein
López erhielt seinen ersten Profivertrag für die Saison 2003/04 beim Drittligisten Unión de Curtidores und wechselte vor der Saison 2004/05 zu dessen in der zweiten Liga spielenden Erzrivalen León. Im zweiten Halbjahr 2005 spielte er kurzzeitig für den ebenfalls in der zweiten Liga spielenden CF Indios, bevor er um den Jahreswechsel 2005/06 zum Erstligisten CF Pachuca kam, bei dem er auch gegenwärtig noch unter Vertrag steht.
Mit den Tuzos erlebte er die erfolgreichste Zeit seiner Fußballerkarriere und gewann je zweimal die mexikanische Meisterschaft (Clausura 2006, Clausura 2007) und den CONCACAF Champions’ Cup (2007, 2008) sowie je einmal dessen Nachfolgewettbewerb, die CONCACAF Champions League (2009/10), die Copa Sudamericana (2006) und die SuperLiga (2007).

### Nationalmannschaft
Seit seinem Debüt für die mexikanische Nationalmannschaft am 16. April 2008 gegen China (1:0) kam Leobardo López bisher zu neun Länderspieleinsätzen, von denen sein bisher Letzter vom 7. September 2010 gegen Kolumbien (ebenfalls 1:0) datiert. Seinen (bisher) einzigen Länderspieltreffer erzielte er am 12. November 2008 beim 2:1-Sieg gegen Ecuador.

## Erfolge
- Mexikanischer Meister: Clausura 2006, Clausura 2007
- CONCACAF Champions’ Cup: 2007, 2008
- CONCACAF Champions League: 2009/10
- Copa Nissan Sudamericana: 2006
- SuperLiga (Nordamerika): 2007